# 內華達州第三國會選區
内华达州第三国会选区是美国内华达州的一個國會選區，位于克拉克县郊区。
2000年代初期共和黨在此區佔優，但之後便逐漸受到民主黨人的挑戰。該選區眾議員目前為民主黨的蘇西·李，她自2018年以來持續連任。